# Litke

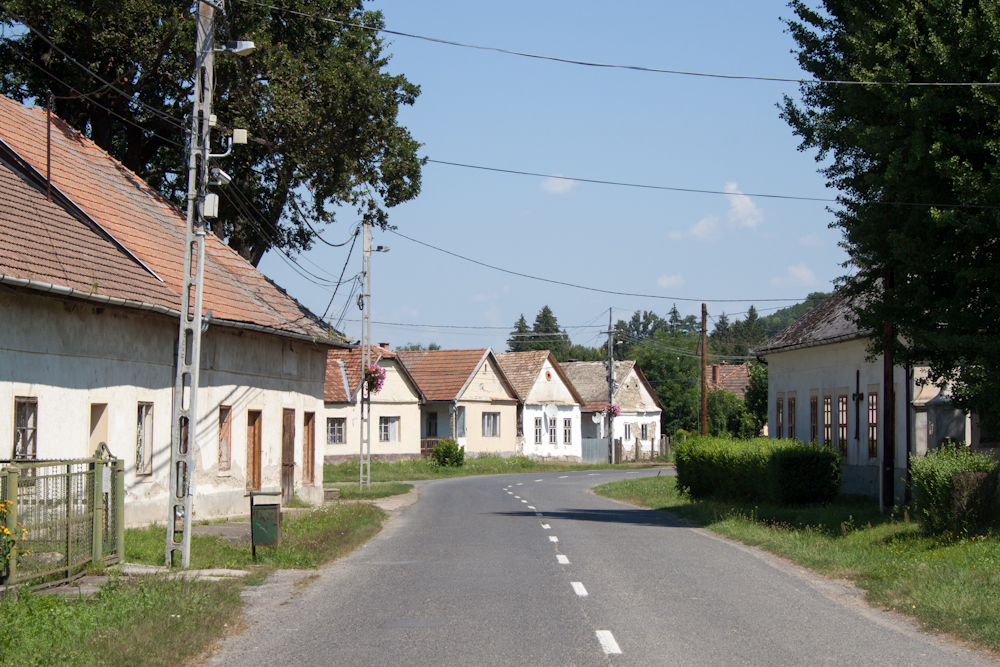
Litkei utcakép

Litke (szlovákul: Litkovce) község Nógrád vármegyében, a Salgótarjáni járásban.

## Fekvése
Salgótarjántól északnyugatra, Nógrádszakál és Ipolytarnóc között fekvő település. Az Ipoly bal partján, a szlovák határ mellett található, Salgótarjántól 21, Szécsénytől 20, Balassagyarmattól 42 kilométer távolságra. A Novohrad-Nógrád UNESCO Globális Geopark települése. Legközelebbi szomszédja, a szlovákiai Tőrincs légvonalban mindössze 2 kilométerre. Szomszédos települések Magyarországon: északkelet felől Ipolytarnóc, délnyugat felől Nógrádszakál, délkelet felől pedig Mihálygerge.

### Megközelítése
- Főutcája a Szécsényt Ipolytarnóccal összekötő 2205-ös út, de megközelíthető a település közúton Salgótarján felől is, a 2206-os számú mellékúton, amely itt csatlakozik a 2205-ös úthoz.
- Vonattal a MÁV 78-as számú Aszód–Balassagyarmat–Ipolytarnóc-vasútvonalán közelíthető meg,   S790  járatok (Balassagyarmat-Ipolytarnóc, napi 4 vonat). Vasúti megállóhelye a falu belterületének északi szélén található, közúti megközelítését a 2205-ösből kiágazó 22 308-as út (települési nevén Béke utca) biztosítja.

## Története
Litke nevét 1332-ben említette először oklevél Luq(ue), majd 1335-ben Lythke néven.
Litke a Záh nemzetség tagjainak birtoka volt. Károly Róbert király azonban Záh Felicián merénylete miatt a birtokot a Záhoktól elkobozta és 1335-ben Ákos nemzetségbeli Celen fia Sándor fiainak, a Méhi család ősének adományozta és határait is leiratta.
1332-ben a pápai tizedjegyzék szerint egyházának papja 1 M jövedelem után 6 garas pápai tizedet fizetett.
1374-ben és 1383-ban a Méhi család itteni birtokait az Osgyáni Bakosok nyerték, de 1398-ban a Méhi családot ismét itt találjuk.
A 15. században az Ákos nemzetségbeli Sághy család a birtokosa, melytől 1463-ban a Lajosrévi család vesz itt birtokrészeket zálogba.
1548-ban Balassa Zsigmond birtoka volt.
1562-1563-ban a törököknek behódolt és 18 adóköteles házzal a szécsényi szandzsákhoz tartozott.
1562-1563-ban Ahmed török főtisztviselőnek hűbérbirtoka volt. 1587-ben Ali bin Bajezid és Pervane fia Ali, aki a Kékkőre tört csábrági magyar őrség ellen vitézül harcolt, nyerték hűbérül. Midőn a szécsényi basa 1595 május 12-én az ipolymenti községeket, fel, egészen Losoncig elpusztította, a török martalócok Litkét is felégették; az idősebb embereket felkoncolták, a fiatalabbakat pedig rabláncra fűzve elhajtották. A lakosságnak csak csekély része menekült meg; ezek lassanként visszatértek., úgyhogy 1598-ban már ismét lakott hely volt,  akkor Szentmariay György birtoka volt.
A 17. században, 1664-ig a Balassa családé volt, ezután a királyi kincstár birtokába került.
1715-ben és 1720-ban végzett összeíráskor 11 magyar háztartást írtak össze benne.
A 18. század elején a gróf Koháryak lettek földesurai és ettől kezdve e család kezén maradt a 20. század elejéig, mikor a Koháryak révén herceg Coburg Fülöp volt a legnagyobb birtokosa; az övé volt az egykori Koháry-kúria is, amely a 18. század elején épült.
Az itteni plébánia már az 1332-1337 évi pápai tizedjegyzékben is fel volt tüntetve. 1595-ben elpusztult, de 1628-ban már ismét fennállt. Litke temploma az ősi alapfalakon 1766-ban épült és 1897-ben állították ismét helyre.
A község határában sok csiga- és fakövület található. Az itteni "Krétás"-dűlőben krétaszerű kőzet található, mely a levegőn porrá omlik szét.
A 20. század elején Nógrád vármegye Szécsényi járásához tartozott.
1910-ben 911 lakosából 904 magyar volt, melyből 892 római katolikus, 12 evangélikus volt.

## Közélete

### Polgármesterei
- 1990–1994: Versegi Aladár (független)[3]
- 1994–1998: Versegi Aladár (független)[4]
- 1998–2002: Vámos Zoltán (független)[5]
- 2002–2006: Vámos Zoltán (független)[6]
- 2006–2010: Vámos Zoltán (független)[7]
- 2010–2014: Versegi Zoltán (független)[8]
- 2014–2019: Vámos Zoltán (független)[9]
- 2019–2024: Kristófné Dudás Zsuzsanna (független)[10]
- 2024– : Márton Imre (független)[1]

## Népesség
A település népességének változása:
| Lakosok száma | 885  | 862  | 876  | 831  | 746  | 738  | 746  |
|               | 2013 | 2014 | 2015 | 2021 | 2022 | 2023 | 2024 |

2001-ben a település lakosságának 84%-a magyar, 16%-a cigány nemzetiségűnek vallotta magát.
A 2011-es népszámlálás során a lakosok 91,5%-a magyarnak, 39,4% cigánynak mondta magát (8,4% nem nyilatkozott; a kettős identitások miatt a végösszeg nagyobb lehet 100%-nál). A vallási megoszlás a következő volt: római katolikus 71,6%, evangélikus 0,2%, felekezeten kívüli 5,2% (14,5% nem nyilatkozott).
2022-ben a lakosság 92,4%-a vallotta magát magyarnak, 13,3% cigánynak, 0,4% szlováknak, 0,3% egyéb, nem hazai nemzetiségűnek (7,6% nem nyilatkozott; a kettős identitások miatt a végösszeg nagyobb lehet 100%-nál). Vallásuk szerint 41,7% volt római katolikus, 0,4% görög katolikus, 0,1% református, 0,1% evangélikus, 9,8% egyéb keresztény, 2% egyéb katolikus, 2,3% felekezeten kívüli (43,6% nem válaszolt).

## Nevezetességei
- Római katolikus templom - 1766-ban épült az ősi templom alapjaira.

## Itt születtek
- détári Borbás Vince (1844-1905) természettudós, flórakutató, geobotanikus
- Imre Lajos: (1900-1970) egyetemi tanár, kémikus
- Pál József fafaragó, népművész